# Red Carpet (film)
Pour les articles homonymes, voir Red Carpet.
Pour plus de détails, voir Fiche technique et Distribution.
Red Carpet (hangeul : 레드카펫 ; RR : Redeu Kapet, littéralement « Tapis rouge ») est une comédie romantique sud-coréenne écrite et réalisée par Park Beom-soo, sortie en 2014.

## Synopsis
Le réalisateur Park Jeong-woo (Yoon Kye-sang) fait des films pornographiques depuis dix ans et rêve qu’un de ses derniers films soit reconnu au box-office. Le jour où il rencontre la jeune actrice Jeong Eun-soo (Go Joon-hee) de vingt ans, et tombe amoureux : il compte sur ses trois amis pour l’engager sans se rendre compte qu’ils font beaucoup d’erreurs…

## Fiche technique
Sauf indication contraire, les informations mentionnées dans cette section peuvent être confirmées par la base de données cinématographiques IMDb,  présente dans la section « Liens externes ».
- Titre original : 레드카펫
- Titre international : Red Carpet
- Réalisation et scénario : Park Beom-soo
- Décors : Kim Ji-soo
- Costumes : Gwak Jeong-ae
- Photographie : Kim Young-min
- Son : Lee Seung-yup
- Montage : Shin Min-kyung
- Musique : Lee Ji-soo
- Production : Eom Ju-yeong et Lee Yong-ho
- Sociétés de production : Noori Pictures ; Cinezoo (coproduction)
- Société de distribution : Prain Global
- Pays d’origine :  Corée du Sud
- Langue originale : coréen
- Format : couleur
- Genre : comédie romantique
- Durée : 117 minutes
- Dates de sortie :
  - Corée du Sud : 23 octobre 2014
  - Monde : 29 décembre 2016 (Netflix)[1]

## Distribution
- Yoon Kye-sang : Park Jeong-woo
- Go Joon-hee : Jeong Eun-soo
- Oh Jung-se : Jo Jin-hwan
- Jo Dal-hwan : Kang Joon-soo
- Hwang Chansung : Kim Dae-yoon
- Shin Ji-soo : Fraise
- Son Byung-wook : Seok-bong
- Lee Mi-do : Sunny
- Ahn Jae-hong : Moulin
- Im Eun-ji : Prune
- Lee Chan-hee : l’assistant réalisateur
- Lee Tae-hyeong : Lee, le management
- Nam Yeon-woo : Chang-soo
- Yang Seon-hye : Cerise
- Jeon Shin-hye : Yeo-reum
- Lee Ye-ryeong : Melon
- Lee Gwang-hoon : Mangue
- Kim Jae-young : Tsunami
- Kim Ja-young : la mère de Jeong-woo
- Kim Hyun-jeong : la femme de Seok-bong
- Seo Ha-jin : la fille de Seok-bong
- Kim Jae-cheol : Kim, le gendarme
- Yoon Da-kyung : Oh, l’agent (caméo)
- Song Sam-dong : l’homme qui signe (caméo)
- Min Seong-wook : Kang Hyeon-min (caméo)
- Sung Ji-ru : CEO (caméo)
- Myung Gye-nam : le père de Jeong-woo (caméo)
- Seon Hak : l’animateur de la remise de prix (caméo)

## Production
Park Beom-soo, pour le besoin de son film, s’inspire de ses propres expériences en tant que réalisateur de films pornographiques,,